# Joseph Plateauprijs

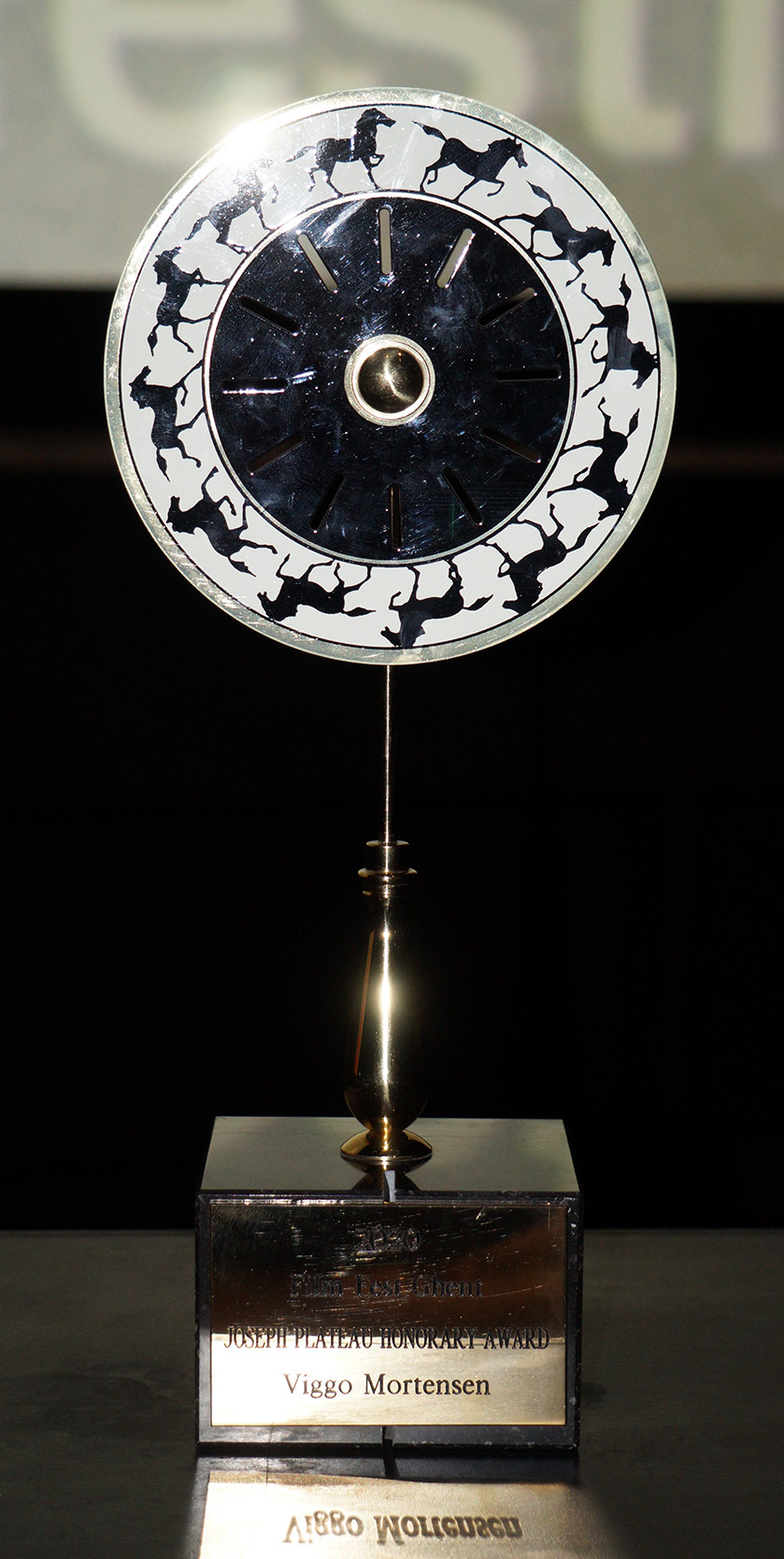
Joseph Plateauprijs 2020

De Joseph Plateauprijs is een belangrijke filmprijs in België, genoemd naar Joseph Plateau. Deze prijs werd uitgereikt op het Internationaal Filmfestival van Vlaanderen-Gent. Vanaf 2006 werd gezocht naar nieuwe, meer prestigieuze Belgische prijzen. Sinds die datum wordt door de internationale jury van het festival de Grote Prijs voor Beste Film, de Georges Delerue Prijs voor Beste Muziek, de Sabam Auteursprijs voor Beste Scenario en de Robert Wise Prijs voor Beste Regisseur toegekend.
In 2010, vier jaar na het schrappen van de Joseph Plateauprijzen, worden er terug (weliswaar Vlaamse) filmprijzen uitgereikt in België: de "Vlaamse Filmprijzen" die vanaf 2012 de Ensor genoemd worden. Ze bekronen filmtalent van Vlaamse bodem tijdens het Filmfestival Oostende. De Waalse tegenhanger werd in februari 2011 door de Franse Gemeenschap in het leven geroepen: de Magritte du cinéma.
Op het Filmfestival van Gent wordt sinds 1991 de Joseph Plateau Award Honory Award uitgereikt aan gasten van het filmfestival, wiens prestaties hen een bijzondere plaats hebben opgeleverd in de geschiedenis van het internationale filmmaken. 

## Winnaars Joseph Plateauprijs 1986-2006

### 2005
- Beste Belgische Film: L'Enfant van Luc & Jean-Pierre Dardenne
- Beste Belgische Regisseur: Luc & Jean-Pierre Dardenne (L'enfant)
- Beste Belgische Actrice: Déborah François (L'enfant)
- Beste Belgische Acteur: Jérémie Renier (L'enfant)
- Beste Belgische Scenario: Luc & Jean-Pierre Dardenne (L'enfant)
- Beste Belgische Componist: George Van Dam (Vendredi ou un autre jour)
- Beste Belgische Cinematograaf: Danny Elsen (De Bloedbruiloft / Buitenspel / Vendredi ou un autre jour / Verlengd weekend)
- Beste Belgische Kortfilm: Forever van Jonas Govaerts
- Publieksprijs: Buitenspel  van Jan Verheyen

### 2004
- Beste Belgische film: Steve + Sky van Felix Van Groeningen
- Beste Belgische regisseur: Frédéric Fonteyne (La Femme de Gilles)
- Beste Belgische acteur: Benoît Poelvoorde (Aaltra / Podium)
- Beste Belgische actrice: Marie Vinck (De kus)
- Beste Belgische componist: Soulwax (Steve + Sky)
- Beste Belgische scenario: Philippe Blasband, Frédéric Fonteyne & Marion Hänsel (La Femme de Gilles)
- Beste Belgische kortfilm: Alice et moi van Micha Wald

### 2003
- Beste Belgisch film: De zaak Alzheimer van Erik Van Looy
- Beste Belgische regisseur: Erik Van Looy (De Zaak Alzheimer)
- Beste Belgische acteur: Jan Decleir (De Zaak Alzheimer)
- Beste Belgische actrice: Natali Broods (Any Way the Wind Blows)
- Beste Belgische componist : Tom Barman (Any Way the Wind Blows)
- Beste Belgische scenario: Carl Joos & Erik Van Looy (De Zaak Alzheimer)
- Beste Belgische kortfilm: Mayra van Julie De Clerq
- Beste Vlaamse tv-drama: Flikken (VRT)
- Beste Vlaamse tv-komedie: Het Peulengaleis (VRT)
- Beste Vlaamse tv-acteur: Warre Borgmans (Team Spirit 2 & Het Peulengaleis)
- Beste Vlaamse tv-actrice: Tine Embrechts (Het Peulengaleis)
- Box Office: De zaak Alzheimer van Erik Van Looy

### 2001-2002
- Beste Belgische film: Le Fils van Luc & Jean-Pierre Dardenne
- Beste Belgische regisseur: Luc & Jean-Pierre Dardenne (Le Fils)
- Beste Belgische acteur: Olivier Gourmet (Le Fils & Une Part de Ciel)
- Beste Belgische actrice: Antje De Boeck (Hop) & Els Dottermans (Meisje)
- Beste Belgische componist: Daan (Meisje) & Vincent D'Hondt (Hop)
- Beste Belgische scenario: Danis Tanović (No Man's Land)
- Beste Belgische kortfilm: Snapshot van Jakob Verbruggen
- Beste Belgische documentaire: Iran sous le voile des apparences van Thierry Michel
- Beste Vlaamse tv-drama: Stille Waters (VRT)
- Beste Vlaamse tv-acteur: Jan Decleir (Stille Waters)
- Beste Vlaamse tv-actrice: Antje De Boeck (Stille Waters)
- Box Office: Alias van Jan Verheyen

### 2000-2001
- Beste Belgische film: Pauline & Paulette van Lieven De Brauwer
- Beste Belgische regisseur: Lieven Debrauwer (Pauline & Paulette)
- Beste Belgische acteur: Dirk Roofthooft (Pleure Pas Germaine)
- Beste Belgische actrice: Dora van der Groen (Pauline & Paulette)
- Beste Belgische componist: Arno Hintjens (L’Amour En Suspens)
- Beste Belgische scenario: Lieven Debrauwer & Jacques Boon (Pauline & Paulette)
- Publieksprijs: Pauline & Paulette van Lieven De Brauwer

### 1999-2000
- Beste Belgische film: Rosetta van Luc & Jean-Pierre Dardenne
- Beste Belgische regisseur: Luc & Jean-Pierre Dardenne (Rosetta)
- Beste Belgische acteur: Josse De Pauw (Iedereen beroemd!)
- Beste Belgische actrice: Émilie Dequenne (Rosetta)
- Beste muziek: Wim Mertens (Molokai)
- Box Office: Rosetta van Luc & Jean-Pierre Dardenne

### 1998-1999
- Beste Belgische film: Rosie van Patrice Toye
- Beste Belgische regisseur: Patrice Toye (Rosie)
- Beste Belgische acteur: Benoît Poelvoorde (Les Convoyeurs attendent)
- Beste Belgische actrice: Aranka Coppens (Rosie)
- Beste Belgische scenario 1984-1999: Jaco Van Dormael (Toto le Héros)
- Beste Belgische tv-drama: Heterdaad (VRT)
- Box Office: De Kabouterschat van Bart Van Leemputten

### 1997-1998
- Beste Belgische film: Le Bal masqué van Julien Vrebos
- Beste Belgische regisseur: Julien Vrebos (Le Bal masqué)
- Beste Belgische acteur: Dirk Roofthooft (Hombres Complicados)
- Beste Belgische actrice: Pascale Bal (Le Bal masqué)
- Beste Belgische tv-drama: Terug naar Oosterdonk (VRT)
- Box Office: Oesje! van Ludo Cox

### 1996-1997
- Beste Belgische film: La Promesse van Luc & Jean-Pierre Dardenne
- Beste Belgische regisseur: Luc & Jean-Pierre Dardenne (La Promesse)
- Beste Belgische acteur: Jan Decleir (Karakter)
- Beste Belgische actrice: Sophia Leboutte (La Promesse)
- Box Office: La Promesse van Luc & Jean-Pierre Dardenne & Ma vie en rose van Alain Berliner

### 1995-1996
- Beste Belgische film: Le Huitième Jour van Jaco Van Dormael
- Beste Belgische regisseur: Jaco Van Dormael (Le Huitième Jour)
- Beste Belgische acteur: Pascal Duquenne (Le Huitième Jour)
- Beste Belgische actrice: Els Dottermans (Antonia)
- Box Office: Le Huitième Jour van Jaco Van Dormael

### 1994-1995
- Beste Belgische film: Manneken Pis van Frank van Passel
- Beste Belgische regisseur: Frank Van Passel (Manneken Pis)
- Beste Belgische acteur: Frank Vercruyssen (Manneken Pis)
- Beste Belgische actrice: Antje De Boeck (Manneken Pis)
- Box Office: Max van Freddy Coppens
- Life-time Achievement: James-Earl Jones

### 1993-1994
- Beste Belgische film: Just Friends van Marc-Henri Wajnberg
- Beste Belgische regisseur: Marc-Henri Wajnberg (Just Friends)
- Beste Belgische acteur: Josse De Pauw (Just Friends)
- Beste Belgische actrice: Sandrine Blancke (Le Fils du Requin)
- Beste Belgische kortfilm: Robokip van Rudolph Mestdagh
- Box Office: Ad fundum van Erik Van Looy
- Life-time Achievement: Henri Storck

### 1992-1993
- Beste Belgische film: Daens van Stijn Coninx
- Beste Belgische regisseur: Stijn Coninx (Daens)
- Beste Belgische acteur: Jan Decleir (Daens)
- Beste Belgische actrice: Antje De Boeck (Daens)
- Beste Belgische kortfilm: Vrouwen willen trouwen van Patrice Toye
- Box Office: Daens van Stijn Coninx
- Muziek Award: Philippe Sarde
- Life-time Achievement: Robert Altman

### 1991-1992
- Beste Belgische film: Eline Vere van Harry Kümel
- Beste Belgische regisseur: Harry Kümel (Eline Vere)
- Beste Belgische acteur: Senne Rouffaer (Minder dood dan de anderen)
- Beste Belgische actrice: Dora van der Groen (Minder dood dan de anderen & Eline Vere)
- Beste Belgische tv-film: Les Amants d'assises van Manu Bonmariage
- Box Office: Boys van Jan Verheyen
- Music Award: Carl Davis
- Life-time Achievement: Alain Cuny

### 1990-1991
- Beste Belgische film: Toto le Héros van Jaco Van Dormael
- Beste Belgische regisseur: Jaco Van Dormael (Toto le Héros)
- Beste Belgische acteur: Michel Bouquet (Toto le Héros)
- Beste Belgische actrice: Mireille Perrier (Toto le Héros)
- Beste Belgische tv-film: Dierbaar van Jean-Pierre De Decker
- Box Office: Toto le Héros van Jaco Van Dormael
- Music Award: Michel Legrand
- Life-time Achievement: André Delvaux

### 1989-1990
- Beste Belgische film: Wait Until Spring, Bandini van Dominique Deruddere
- Beste Belgische regisseur: Dominique Deruddere (Wait Until Spring, Bandini)
- Beste Belgische cinematografie: Yorgos Arvantis (Australia)
- Beste Belgische acteur: Jan Decleir (Het Sacrament)
- Beste Belgische actrice: Ann Petersen (Het Sacrament)
- Beste Belgische kortfilm: Gosses de Rio RIO van Thierry Michel
- Beste Benelux-film: Wait Until Spring, Bandini van Dominique Deruddere
- Beste buitenlandse film: Dead Poets Society by Peter Weir
- Muziek (SABAM Award): Frédéric Devreese (Het Sacrament)
- Beste Vlaamse film 1965-1990: Crazy Love van Dominique Deruddere
- Box Office: Koko Flanel van Stijn Coninx
- Super Channel Award: Dominique Deruddere

### 1988-1989
- Beste Belgische film: Blueberry Hill van Robbe De Hert
- Beste Belgische regisseur: Robbe De Hert (Blueberry Hill)
- Beste Belgische cinematografie: Walther Vanden Ende (Sailors Don’t Cry)
- Beste Belgische acteur: Michaël Pas (Blueberry Hill)
- Beste Belgische actrice: Hilde Van Mieghem (Sailors Don’t Cry)
- Beste Belgische kortfilm: De geur van regen van Frank Van Passel
- Muziek: Jan Leyers
- Beste Benelux-film: Blueberry Hill van Robbe De Hert
- Beste buitenlandse film: Dangerous Liaisons van Stephen Frears
- Contribution Belgian Film Abroad: Dominique Deruddere

### 1987-1988
- Beste Belgische film: Noce en Galilée van Michel Khleifi
- Beste Belgische regisseur: André Delvaux (L’Oeuvre au noir)
- Beste Belgische cinematografie: Walther Vanden Ende (Noce En Galilée)
- Beste Belgische acteur: Gian Maria Volonté  (L’Oeuvre au noir)
- Beste Belgische actrice: Marianne Basler (Les Noces Barbares)
- Beste Belgische kortfilm: Vol van gratie by Nicole Van Goethem
- Muziek: Frederik Devreese (L’Oeuvre au noir)
- Beste Benelux-film: Noce en Galilée van Michel Khleifi
- Beste buitenlandse film: The Last Emperor van Bernardo Bertolucci
- Contribution Belgian Film Abroad: Jacques Ledoux

### 1986-1987
- Beste Belgische film: Crazy Love van Dominique Deruddere
- Beste Belgische regisseur: Dominique Deruddere (Crazy Love)
- Beste Belgische cinematografie: Walther Vanden Ende (Dust)
- Beste Belgische acteur: Josse De Pauw  (Crazy Love)
- Beste Belgische actrice: Charlotte Rampling
- Beste Belgische kortfilm: Een Griekse tragedie van Nicole Van Goethem
- Muziek: Raymond van het Groenewoud (Dust)
- Beste Benelux-film: Crazy Love van Dominique Deruddere
- Beste buitenlandse film: Blue Velvet van David Lynch
- Contribution Belgian Film Abroad: Nicole Van Goethem & Marion Hänsel

## WinnaarsJoseph Plateau Honorary Award(Film Fest Gent)
De lijst van winnaars:
| Jaar | Winnaar                          | Functie                            | Land                          |
| ---- | -------------------------------- | ---------------------------------- | ----------------------------- |
| 1991 | Michel Legrand                   | Componist                          | Frankrijk                     |
| 1991 | André Delvaux                    | Regisseur                          | België                        |
| 1992 | Carl Davis                       | Componist                          | Verenigde Staten              |
| 1992 | Alain Cuny                       | Acteur                             | Frankrijk                     |
| 1993 | Philippe Sarde                   | Componist                          | Frankrijk                     |
| 1993 | Robert Altman                    | Regisseur                          | Verenigde Staten              |
| 1994 | Jean-Claude Petit                | Componist                          | Frankrijk                     |
| 1994 | John Hurt                        | Acteur                             | Frankrijk                     |
| 1994 | Henri Storck                     | Regisseur                          | België                        |
| 1995 | Gabrielle Claes                  | Conservator Belgisch Filmarchief   | België                        |
| 1995 | James Earl Jones                 | Acteur                             | Verenigde Staten              |
| 1997 | Sir David Puttnam                | Producent                          | Verenigd Koninkrijk           |
| 1997 | Sydney Pollack                   | Regisseur                          | Verenigde Staten              |
| 1997 | Gina Lollobrigida                | Actrice                            | Italië                        |
| 1998 | Alain Resnais                    | Regisseur                          | Frankrijk                     |
| 1998 | Shohei Imamura                   | Regisseur                          | Japan                         |
| 1998 | Sir Peter Ustinov                | Acteur                             | Verenigd Koninkrijk           |
| 1998 | Elmer Bernstein                  | Componist                          | Verenigde Staten              |
| 1998 | Robert Wise                      | Regisseur                          | Verenigde Staten              |
| 1999 | Bonnie Arnold                    | Producent                          | Verenigde Staten              |
| 1999 | Peter Greenaway                  | Regisseur                          | Verenigde Staten              |
| 1999 | Irwin Winkler                    | Producent                          | Verenigde Staten              |
| 1999 | Sandra Bullock                   | Actrice                            | Verenigde Staten              |
| 1999 | Stanley Donen                    | Regisseur                          | Verenigde Staten              |
| 2000 | Hans Zimmer                      | Componist                          | Duitsland                     |
| 2000 | Morgan Freeman                   | Acteur                             | Verenigde Staten              |
| 2001 | Roger Corman                     | Regisseur                          | Verenigde Staten              |
| 2001 | Richard & Lili Fini Zanuck       | Producenten                        | Verenigde Staten              |
| 2001 | Roy E. Disney                    | Vice chairman Walt Disney Company  | Verenigde Staten              |
| 2001 | Bertrand Tavernier               | Regisseur                          | Frankrijk                     |
| 2001 | Gabriel Yared                    | Componist                          | Frankrijk                     |
| 2002 | Blair Underwood                  | Acteur                             | Verenigde Staten              |
| 2002 | Roland Verhavert                 | Regisseur                          | België                        |
| 2002 | Jan Van Raemdonck                | Producent                          | België                        |
| 2002 | Hanna Schygulla                  | Actrice                            | Duitsland                     |
| 2002 | Jean Reno                        | Acteur                             | Frankrijk                     |
| 2002 | Juliette Binoche                 | Actrice                            | Frankrijk                     |
| 2002 | Jeanne Moreau                    | Actrice                            | Frankrijk                     |
| 2003 | Tony Curtis                      | Acteur                             | Verenigde Staten              |
| 2004 | Lord Richard Attenborough        | Director and Actor                 | Verenigd Koninkrijk           |
| 2005 | Nand Buyl                        | Acteur                             | België                        |
| 2005 | Zbigniew Preisner                | Componist                          | Polen                         |
| 2005 | Alan Ladd Jr.                    | Producent                          | Verenigde Staten              |
| 2005 | Mike Leigh                       | Regisseur                          | Verenigd Koninkrijk           |
| 2006 | Agnès Varda                      | Regisseur                          | Frankrijk                     |
| 2007 | Walter Hill                      | Regisseur                          | Verenigde Staten              |
| 2007 | Danny Glover                     | Acteur                             | Verenigde Staten              |
| 2007 | Kathleen Turner                  | Actrice                            | Verenigde Staten              |
| 2008 | Walter Parkes & Laurie MacDonald | Producenten                        | Verenigde Staten              |
| 2008 | Richard Jenkins                  | Acteur                             | Verenigde Staten              |
| 2008 | Woody Harrelson                  | Acteur                             | Verenigde Staten              |
| 2009 | Andy García                      | Acteur en regisseur                | Verenigde Staten              |
| 2009 | Claude Miller                    | Regisseur                          | Frankrijk                     |
| 2009 | Kevin Costner                    | Acteur en regisseur                | Verenigde Staten              |
| 2009 | Dirk Brossé                      | Componist                          | België                        |
| 2010 | Paul Greengrass                  | Regisseur                          | Verenigd Koninkrijk           |
| 2010 | Catherine Deneuve                | Actrice                            | Frankrijk                     |
| 2011 | Chris Lomme                      | Actrice                            | België                        |
| 2011 | Luc en Jean-Pierre Dardenne      | Regisseurs                         | België                        |
| 2011 | Norman Jewison                   | Regisseur                          | Verenigde Staten              |
| 2011 | Isabelle Huppert                 | Actrice                            | Frankrijk                     |
| 2012 | Emmanuelle Riva                  | Actrice                            | Frankrijk                     |
| 2012 | Paolo en Vittorio Taviani        | Regisseurs                         | Italië                        |
| 2013 | Jacques Dubrulle                 | voormalig Film Fest Gent Directeur | België                        |
| 2013 | István Szabó                     | Regisseur                          | Hongarije                     |
| 2013 | Paul Schrader                    | Regisseur                          | Verenigde Staten              |
| 2015 | Christopher Plummer              | Acteur                             | Canada                        |
| 2015 | Sir Alan Parker                  | Regisseur                          | Verenigd Koninkrijk           |
| 2016 | Jeremy Thomas                    | Producent                          | Verenigd Koninkrijk           |
| 2016 | Ken Loach                        | Regisseur                          | Verenigd Koninkrijk           |
| 2017 | Greta Scacchi                    | Actrice                            | Italië                        |
| 2017 | Johan Leysen                     | Acteur                             | België                        |
| 2017 | Pierre Drouot                    | Producent                          | België                        |
| 2018 | Dirk Impens                      | Producent                          | België                        |
| 2019 | Agustí Villaronga                | Regisseur                          | Spanje                        |
| 2019 | Géraldine Chaplin                | Actrice                            | Verenigde Staten              |
| 2020 | Viggo Mortensen                  | Acteur en regisseur                | Verenigde Staten / Denemarken |
| 2021 | Harry Kümel                      | Regisseur                          | België                        |
| 2021 | Andrea Arnold                    | Regisseur                          | Verenigd Koninkrijk           |
| 2022 | Raoul Servais                    | Regisseur                          | België                        |
| 2022 | Céline Sciamma                   | Regisseur                          | Frankrijk                     |
| 2023 | Ryusuke Hamaguchi                | Regisseur                          | Japan                         |
| 2023 | Terence Davies (postuum)         | Regisseur                          | Verenigd Koninkrijk           |
| 2024 | Emily Watson                     | Actrice                            | Verenigd Koninkrijk           |
| 2024 | Michel Khleifi                   | Regisseur                          | Palestina                     |